# Plasma Mobile
El Plasma Mobile, inicialment conegut com a Plasma Phone, és una variant del KDE Plasma per a telèfons intel·ligents. Es marca com a objectiu la convergència del sistema, escriptori i programari entre ordinadors de sobretaula i telèfons mòbils. És una iniciativa de la companyia alemanya Blue Systems i fou presentat a la Akademy de 2015 realitzada a La Corunya.
Per a crear aplicacions convergents entre dispositius hi ha els projectes com Kirigami i Maui. El programari per a Plasma Mobile forma part de l'anomenat Plasma Mobile Gear. Entre les aplicacions que hi trobem hi ha Elisa, Kalendar, Kasts o AudioTube que també han passat a formar part de KDE Gear.

## Dispositius
Dispositius que han preinstal·lat o han suportat Plasma Mobile:
| Marca            | Model                           |
| ---------------- | ------------------------------- |
| Necuno Solutions | Necuno Mobile                   |
| OnePlus          | OnePlus 6                       |
| PINE64           | PinePhone KDE Community Edition |